# داني بوفين
داني بوفين (مواليد 10 يوليو 1965) هو لاعب كرة قدم. يلعب مع منتخب بلجيكا لكرة القدم. سبق له أن لعب في كأس العالم لكرة القدم مع منتخب بلاده.

## مسيرته الكروية
لعب داني بوفين خلال مسيرته الاحترافية مع 5 أندية في واحد وعشرون موسمًا وسجل خلالها 83 هدفًا ضمن 588 مباراة. حيث فاز في موسمين بالكأس وفي ثلاثة مواسم بالدوري.
خاض داني بوفين مسيرته مع نادي سينت ترويدن في موسم 1985–86 في المرة الأولى ولمدة موسمين ثم في موسم 2000–01 ليلعب معه أربعة مواسم، مشاركًا طوالها في 156 مباراة سجل خلالها 36 هدفًا. ثم انتقل إلى نادي لييج في موسم 1987–88 ليلعب معه أربعة مواسم، حيث شارك في 128 مباراة سجل خلالها 8 أهداف. لينتقل بعدها إلى نادي رويال أندرلخت في موسم 1991–92 ليلعب معه ستة مواسم، مشاركًا في 187 مباراة سجل خلالها 30 هدف. ثم انتقل إلى نادي ميتز في موسم 1997–98 ليلعب معه أربعة مواسم، مشاركًا في 113 مباراة سجل خلالها 9 أهداف. هذا وانتقل لاحقًا إلى نادي ستاندارد لييج في موسم 2003–04 لمدة موسم واحد، مشاركًا في 4 مباريات ولم يسجل أي هدف.

## روابط خارجية
- داني بوفين على موقع الاتحاد الدولي (مؤرشف)  (الإنجليزية)
- داني بوفين على موقع الاتحاد البلجيكي (الإنجليزية)
- داني بوفين على موقع قاعدة بيانات كرة القدم.إي يو (الإنجليزية)
- داني بوفين على موقع ليكيب (الفرنسية)
- داني بوفين على موقع ناشيونال فوتبول تيمز (الإنجليزية)
- داني بوفين على موقع Soccerway.com (الإنجليزية)